# Sixième gouvernement de Nouvelle-Calédonie
Nouvelle-Calédonie
Gouvernement Thémereau II Gouvernement Martin II
Le sixième gouvernement de la Nouvelle-Calédonie formé depuis l'Accord de Nouméa, dit aussi premier gouvernement Martin, a été élu le 6 août 2007 par le Congrès issu du scrutin provincial du 9 mai 2004. Les nouveaux élus indépendantistes ainsi que leurs suivants de liste ont immédiatement démissionné, entraînant par conséquent le reste du gouvernement, le FLNKS considérant que le bulletin comptabilisé comme nul de l'un de leurs élus était le fruit d'une « erreur matérielle » (d'autant que ce bulletin nul a fait perdre un siège au sein du gouvernement aux indépendantistes qui pouvaient espérer obtenir 4 membres étant donné le bulletin blanc de Christiane Gambey). Le premier gouvernement Thémereau avait déjà chuté en 2004 le jour même de sa formation, pour des raisons similaires.
Les secteurs de compétence n'ont donc pas pu être attribués. Initialement prévu pour disposer de 11 membres, le gouvernement fut immédiatement réduit uniquement aux 8 élus anti-indépendantistes qui procédèrent à l'élection de leur président, Harold Martin de l'Avenir ensemble comme convenu dans l'accord politique signé entre ce parti et le Rassemblement-UMP, et de leur vice-présidente, Annie Beustes du Rassemblement, le 7 août 2007. Il s'est ainsi contenté de gérer les affaires courantes jusqu'à l'élection du nouvel exécutif, le 21 août. Celui-ci n'a pas vu sa composition totalement changer par rapport à ce gouvernement, les indépendantistes ayant toutefois gagné un membre de plus pour avoir fait le plein de leurs 17 voix et étant donné que Christiane Gambey a maintenu son vote blanc, et les anti-indépendantistes ont donc perdu un poste (Isabelle Champmoreau, du Rassemblement-UMP, quitte alors le gouvernement).

## Gouvernement précédent
Deuxième gouvernement Thémereau.

## Gouvernement suivant
Deuxième gouvernement Martin.

## Candidatures et élection[1]

### Listes
Les candidats indiqués en gras sont ceux membres du Congrès, élus en 2004.

### Résultats
|                | Liste                               | Votes | %    | Sièges au Gouvernement | Détail du vote |
| -------------- | ----------------------------------- | ----- | ---- | ---------------------- | --- |
|                | Rassemblement-UMP - Avenir ensemble | 35    | 67,3 | 8                      | 16 Avenir ensemble (sur 17), 13 Rassemblement-UMP, 4 FN, 2 RPC |
|                | FLNKS                               | 17    | 32,7 | 3                      | 8 ou 9 du groupe UNI-FLNKS sur 9 (7 Palika, 1 RDO, 1 UC Renouve'au), 8 ou 7 du groupe UC sur 8 (7 UC, 1 FDIL ex-FCCI), 1 LKS (Nidoïsh Naisseline)                                                                                           |
| Total          | Total                               | 52    | 100  | 11                     | - |
| Bulletin blanc | Bulletin blanc                      | 1     | 1,85 | -                      | Christiane Gambey de l'Avenir ensemble (et unique élue indépendantiste de ce parti) a refusé de soutenir l'alliance de son mouvement avec le Rassemblement-UMP.                                                                             |
| Bulletin nul   | Bulletin nul                        | 1     | 1,85 | -                      | Un vote indépendantiste a été déclaré nul (un bulletin blanc et celui de la liste FLNKS ont été mis dans une des enveloppes), faisant perdre au camp du Front indépendantiste la possibilité d'obtenir un quatrième membre au gouvernement. |

## Présidence et vice-présidence
- Président : Harold Martin
- Vice-présidente : Annie Beustes

## Composition

### Membres de l'Avenir ensemble
- Harold Martin : président du Gouvernement.
- Éric Babin : membre du Gouvernement.
- Sylvie Robineau : membre du Gouvernement.
- Pascal Vittori : membre du Gouvernement.

### Membres duRassemblement-UMP
- Annie Beustes : vice-présidente du Gouvernement.
- Jean-Claude Briault : membre du Gouvernement.
- Isabelle Champmoreau : membre du Gouvernement.
- Maurice Ponga : membre du Gouvernement.

### Membres duFLNKSdémissionnaires
- Déwé Gorodey (UNI-FLNKS-Palika)
- Charles Washetine (UNI-FLNKS-Palika)
- Gérald Cortot (UC)